# Хасселл (национальный парк)
Национальный парк Хасселл (англ. Hassell National Park) — национальный парк в округе Большой Южный в Западной Австралии, расположенный в 367 км к юго-востоку от столицы штата Перта и в 57 км к северо-востоку от Албани. Площадь парка составляет 12,65 км².

## Описание
Парк назван в честь Джона Хассела, капитана дальнего плавания в отставке, который отвечал за открытие обширных территорий на юге штата в 1850-х годах, когда он продлил свои пасторальные владения к востоку от Франкленда до Джеррамунгупа.
Парк расположен вдоль шоссе Южного побережья между Манипикс и Веллстедом.
Это место считается важным экологическим районом, поскольку представляет собой экологический коридор почти нетронутой растительности и дикой природы, который соединяет районы горы Маунт-Манипикс и реки Уэйчиникап с районами Чейни-Бич и реки Паллинап.
В парке нет входной платы и нет инфраструктуры для туристов.
В парке произрастает популяция очень редкой банксии Броуна, состоящая из 100—200 растений.